# Brassica tournefortii
Brassica tournefortii é uma espécie de planta com flor pertencente à família Brassicaceae. 
A autoridade científica da espécie é Gouan, tendo sido publicada em Illustrationes et Observationes Botanicae 44, pl. 20A. 1773.

## Portugal
Trata-se de uma espécie presente no território português, nomeadamente em Portugal Continental.
Em termos de naturalidade é nativa da região atrás indicada.

## Protecção
Não se encontra protegida por legislação portuguesa ou da Comunidade Europeia.